# Alexandre Dumas con
Để biết về người cha, xem Alexandre Dumas cha.
Alexandre Dumas con (27 tháng 7 năm 1824 – 27 tháng 11 năm 1895) là tiểu thuyết gia, nhà soạn kịch nổi tiếng người Pháp được biết đến với danh tác Trà hoa nữ (a.k.a. The Lady of the Camellias). Ông là con trai của đại văn hào Alexandre Dumas cha, cũng là nhà văn và nhà viết kịch. ông được kết nạp vào Viện Hàn lâm Pháp năm 1874 và được trao huân chương Bắc Đẩu Bội tinh năm 1894.

## Tiểu sử

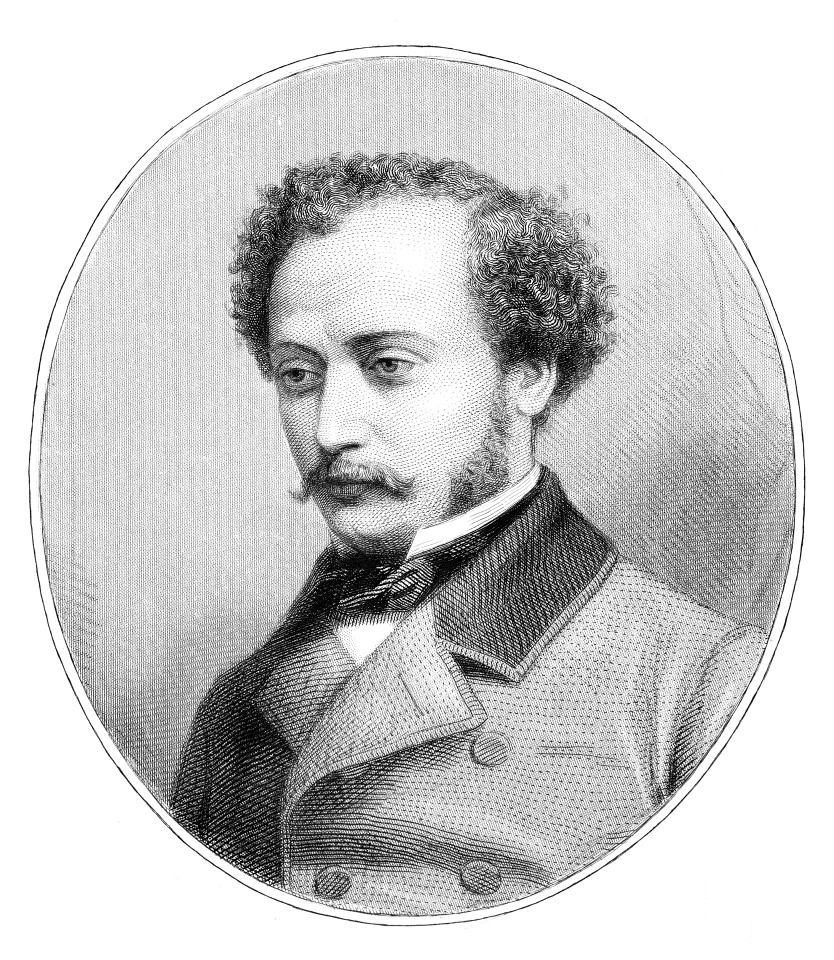
Alexandre Dumas con thời thanh niên

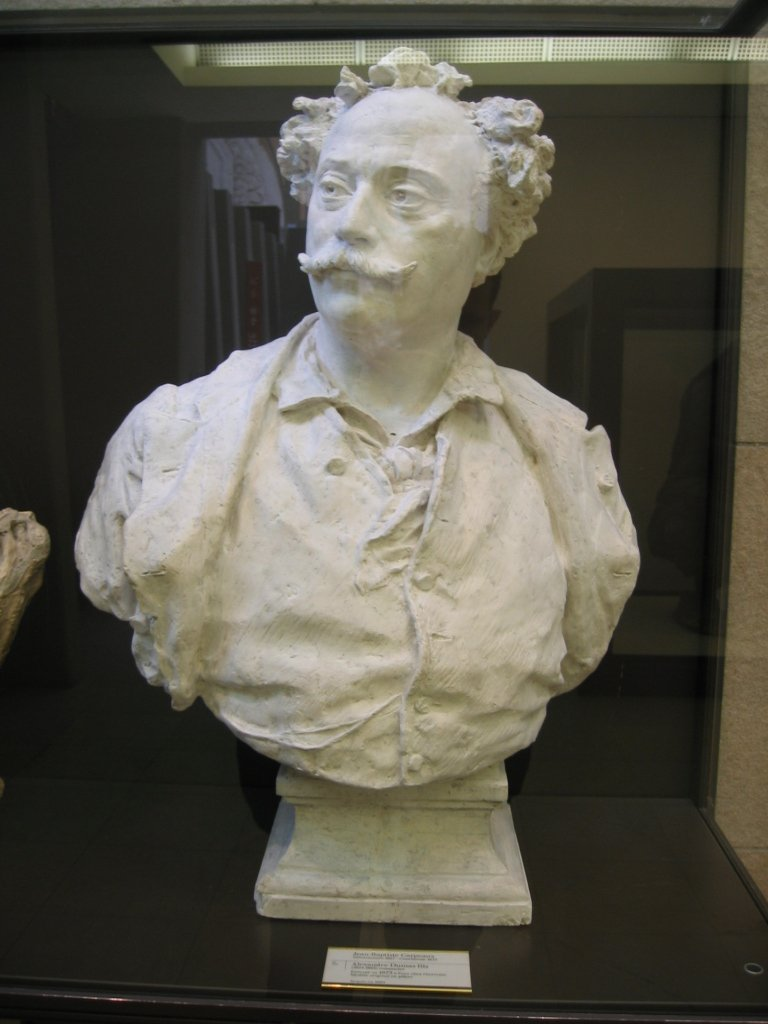
Tượng bán thân của Alexander Dumas con của nhà điêu khắc Jean-Baptiste Carpeaux ở Bảo tàng Orsay

Dumas được sinh ra tại Paris, Pháp và là con ngoài giá thú của nữ thợ may Marie-Laure-Catherine Labay (1794–1868) với tiểu thuyết gia Alexandre Dumas. Cụ nội của Dumas là Marquis Alexandre-Antoine Davy de la Pailleterie, một quý tộc Pháp và Cao ủy trưởng trong đội pháp tại thuộc địa của Saint-Domingue—Haiti ngày nay— đã kết hôn với bà Marie-Cesette Dumas là một nô lệ châu Phi.
Đến năm 1831, ông được cha chính thức thừa nhận và đảm bảo cho ông được hưởng một nền giáo dục tốt nhất tại các trường trung học Institution Goubaux và the Collège Bourbon năm 1833 khi lên 9.
Vào thời đó, luật pháp cho phép Dumas cha đem đứa con đi xa khỏi người mẹ. Nỗi đau của mẹ đã truyền cảm hứng cho Dumas con viết về số phận bi kịch của các nhân vật nữ. Trong hầu hết các tác phẩm của mình, ông đã nhấn mạnh vào mục đích nhân đạo của văn học và trong vở kịch Đứa con trai ngoài giá thú (1858) ông cổ vũ niềm tin rằng nếu một người đàn ông có một đứa con ngoài giá thú thì phải có bổn phận thừa nhận đứa con và kết hôn với người phụ nữ đó.
Trong thời gian ở trường nội trú, Dumas con liên tục bị bạn cùng lớp chế giễu vì hoàn cảnh gia đình. Những điểu này đã ảnh hưởng sâu sắc tới tư tưởng, hành vi và lối viết của ông. Lẽ ra ông phải học luôn ở đó đến năm 19 tuổi, nhưng do sức khoẻ kém và thể trạng ngày càng suy nhược, nên ông đã trốn khỏi trường vào năm 17 tuổi, trong một chuyến đi "đổi gió" mà nhà trường cho phép.
Năm 1844, Dumas chuyển tới sống với cha ở Saint-Germain-en-Laye. Tại đây ông đã gặp nàng kỹ nữ xinh đẹp Marie Duplessis, trở thành cảm hứng cho tiểu thuyết lãng mạn để đời Trà hoa nữ (La Dame aux camélias) và đã được đổi tên thành nhân vật Marguerite Gauthier. Sau này tác phẩm được chuyển thể thành một vở kịch với tựa đề tiếng Anh là Camille và trở thành tiền đề cho vở 1853 opera của Verdi là La Traviata. Lần này thì Duplessis được đổi tên một lần nữa thành Violetta Valéry.
Dumas thừa nhân việc chuyển thể này là do ông túng thiếu tiền và ông đã thành công lớn với vở kịch này. Từ đó Dumas con đã bắt đầu sự nghiệp viết kịch không chỉ là nổi tiếng hơn cha mình trong suốt phần đời còn lại mà còn chiếm ưu thế trên các sân khấu kịch trang nghiêm nhất nước Pháp vào thế kỷ 19. Sau này, ông hầu như không còn viết tiểu thuyết mặc dù tác phầm bán tự truyện L'Affaire Clemenceau (1867) vẫn đạt được một số thành công nhất định.
Alexandre Dumas con qua đời tại Marly-le-Roi, Yvelines vào ngày 27 tháng 11 năm 1895. Ông được an táng tại nghĩa trang Cimetière de Montmartre ở Paris. Mộ của ông có lẽ rất tình cờ khi chỉ cách ngôi mộ của người tình Marie Duplessis 100 mét.

## Đời tư
Từ 1842 trở đi, vì muốn bù lại những năm tháng ngột ngạt trống trải ở trường nội trú, Dumas con đã lao vào ăn chơi trác táng, đem hết tiền bạc để ăn chơi và lui tới các tụ điểm chơi bời thường xuyên, được tiếp đãi như một quý tộc.
Lúc này có lẽ hơn bao giờ hết, Dumas con thấy rõ bản chất nhơ nhớp của tầng lớp quý tộc, thượng lưu đang thịnh hành bấy giờ. Lòng cảm thông với những số phận phụ nữ, và khinh bỉ bọn quyền quý đã khắc sâu trong các tác phẩm của ông sau này.
Nhưng trước đến 21 tuổi (1844), ông đã xài hết tiền trợ cấp, ngoài ra còn nợ thêm 5 vạn quan. Không ăn chơi được nữa lại còn phải giải quyết số nợ khổng lồ, trong khi nghề nghiệp, gia tài đều không có, Dumas con đã lao vào cuộc mưu sinh bằng ngòi bút- nghề đã giúp Dumas cha trả được món nợ còn khổng lồ hơn gấp bội trong vài năm trước.
Ngày 31 tháng 12 năm 1864, khi 40 tuổi, ông kết hôn tại Moscow với Nadezhda von Knorring (1826 – tháng 4 năm 1895), con gái của Johan Reinhold von Knorring và goá phụ của Alexander Grigorievich Narishkin.
Hai người sinh được hai con gái là Marie-Alexandrine-Henriette Dumas, sinh ngày 20 tháng 11 năm 1860, sau này kết hôn với Maurice Lippmann, sinh ra Serge Napoléon Lippmann (1886–1975) và Auguste Alexandre Lippmann (1881–1960); cô con gái thứ hai Jeanine Dumas (3 tháng 5 năm 1867 – 1943), kết hôn với Ernest Lecourt d'Hauterive (1864–1957), con trai của George Lecourt d'Hauterive và Léontine de Leusse. Sau khi vợ mất, Dumas tái hôn với Henriette Régnier de La Brière (1851–1934) vào tháng 6 năm 1895, không có con cái.

## Sự nghiệp
"Không biết làm gì hơn, tôi đành bước vào nghề Văn vậy", đó là cách Dumas con giải thích cho việc chọn lựa nghề cầm bút của mình. Ông viết văn ban đầu chỉ là để gom tiền trả nợ, nhưng càng lúc càng hay, khiến cũng không nỡ bỏ ngang, như ý định thời trẻ được.
Năm 1845, tiểu thuyết đầu tiên: Péchés de Jeunesse (cái tội của tuổi trẻ) ra đời, chưa được đón nhận mấy. Dần dà với các truyện Les aventures de 4 femmes et d’un perroquet (cuộc phiêu lưu của 4 bà và con két), Le Bijou de la Reine (Phục sức của hoàng hậu)…tên của Dumas đã quen dần với độc giả.
Nhưng phải đến năm 1848, khi truyện La dame aux Camélias (Trà hoa nữ) ra đời, Dumas con xem như đã bước lên bục cao nhất trong giới văn sĩ. Tác phẩm được mọi tầng lớp đón nhận nồng nhiệt. Lúc này ông bắt đầu tập tành viết kịch, vở Atala ra đời cũng khá thuyết phục.
Sau khi La dame aux Camélias được phát hành khắp nước, Dumas con đã trả hết được món nợ. Nhưng ông vẫn viết văn tiếp, tiếp nối cuộc thành công với các tác phẩm như là Bác sĩ Servand (1849), Césarine (1849), Tristan le Roux (1850), Nhiếp chính vương Mustel (1850), Diane de Lys (1851)….
Sau 1851, sự nghiệp văn chương của Dumas con bị gián đoạn, do ông nhận được lời mời viết kịch từ nhiều sân khấu lớn. Thế là La dame aux Camélias (1852), Diane de Lys (1851)...được chuyển thể thành kịch bản. Tiếp theo, lần lượt là Le Demi-Monde (Gái giang hồ), La question d’Argent (vấn đề tiền bạc, 1857), Le Fils naturel (đứa con trai ngoại hôn, 1858), Un Père prodigue (Người cha hoang phí, 1859) …ra đời. Dumas con lần thứ hai bước lên đỉnh cao danh vọng, nhưng ở lĩnh vực khác: kịch tác gia.
Được yêu thích trong công chúng, cộng với số tiền lãi kiếm được sau các buổi diễn kịch, Dumas con biết mình không dứt khỏi cái nghiệp cay đắng có, ngọt bùi có này. Ông vẫn viết tiếp, dù không còn bị áp lực tiền bạc, nợ nần nữa.
Nhưng trời không chiều người, năm 1860, ngay lúc đang rất hứng thú say mê và có nhiều ý tưởng mới, thì ông lại bị bệnh đau nửa đầu rất nặng. Phải nghỉ dưỡng sức trong 4 năm mới viết tiếp tiểu thuyết cuối cùng: L’Ami des Femmes (Bạn của các bà, 1864).
Xem như rũ bỏ được một gánh nặng, mặc dù bao nhiêu người tiếc nuối, ông rảnh tay viết tiếp nhiều kịch bản có giá trị: Những ý tưởng của bà Obaray (1857), La Princesse Georges (Công chúa Georges, 1871), La Femme de Claude (Vợ của Claude,1873), Monsieur Alphonse (Ông Alphonse, 1874), Người xa lạ (L’Etragère, 1876), La Princesse de Bagdad (Công chúa thành Bagdad (1881), Denise (1885), Francillon (1887), Vài vở kịch ngắn (Nouveaux entr’actes, 1890)…
Năm 1895, khi kịch bản Những con đường đô thị Thèbes còn chưa hoàn tất thì ông qua đời. Sau 50 năm viết lách, Dumas con để lại cho hậu thế không chỉ là luồng tư tưởng bác ái bao la, mà còn có những lời dạy đời ngày càng quá mức qua các vở kịch, nên cũng có phe chống đối (số ít), có phe lại bày tỏ thiện cảm hết mực với đại văn hào này.

## Tác phẩm tiêu biểu

### Trà hoa nữ
Được viết khi Dumas con 24 tuổi, là tác phẩm khẳng định tài năng và đưa ông lên đến đỉnh cao danh vọng. Truyện được dịch ra nhiều thứ tiếng: Anh, Đức, Ý,…
Bốn năm sau đó, theo lời khuyên của một người bạn trong gia đình, Trà hoa nữ được Dumas con chuyển thể thành kịch bản. Cùng với sự ủng hộ tận tình của người cha, vở kịch Trà hoa nữ thành công mỹ mãn, trở thành kịch bản được diễn đi diễn lại nhiều lần nhất trên thế giới.
Nội dung Trà hoa nữ kể về mối tình bất thành của anh nhà giàu Duval với cô kỹ nữ Marguerite, một đề tài tưởng đâu là quen thuộc, nhưng bằng ngòi bút sắc sảo cộng với tình cảm bao dung mà tác giả muốn truyền tải, truyện được độc giả đón nhận không ngần ngại, dù là giới quý tộc, cái giới bị hạ thấp hơn cả cô kỹ nữ trong truyện.
Còn "Trà hoa nữ" Marguerite Gaultier trở thành nhân vật văn học thu hút và chiếm được nhiều tình cảm của người ta hơn hết: Nữ nghệ sĩ Eugénie Donche, người diễn thành công nhất trong vai trò Marguerite đã diễn kịch này đến hơn 500 lần, mà lần nào khán giả cũng phải khóc theo, nhất là đoạn cô kỹ nữ đang hấp hối.
Người ta tính riêng tại nước Pháp, kể từ sau thế chiến II đến 1960, đã có 300 lần Trà hoa nữ của Dumas con được đưa lên kịch, lúc này vai Marguerite do cô đào Edwige Feuillère đóng.
Đến lúc công nghiệp điện ảnh phát triển, Trà hoa nữ vẫn còn là đề tài nóng bỏng: các phim Trà hoa nữ của Pháp, Đan Mạch, Mỹ, Ý…thay phiên nhau ra đời.

### Giới giang hồ
Hài kịch, viết năm 1954, diễn ngày 20-3-1955.
Một trong những vở kịch thành công nhất của Dumas con, xoay quanh 1 cuộc tình tay ba ngộ nghĩnh giữa 1 cô gái lẳng lơ ham địa vị tên Suzanne, với 2 anh chàng bạn thân. Vở kịch này đã có hơi hướng theo chủ trương của Diderot: "xướng ca cũng phải có ích lợi cho công chúng".

### Vấn đề tiền tài
Viết năm 1857, một vở kịch dạy đời nói về một tỉ phú, ông này tưởng tiền bạc có thể làm được tất cả, nào ngờ sự đời không đơn giản như vậy.
Nội dung bình dị quá, nhưng những đoạn đối thoại rất hóm hỉnh và sâu sắc, nên vở này được đánh giá là nhiều tư tưởng phong phú nhất của Dumas con.

## Danh mục tác phẩm

### Tiểu thuyết
- Péchés de Jeunesse (1845)
- Aventures de quatre femmes et d’un perroquet (1847)
- Césarine (1848)
- Trà hoa nữ - La Dame aux camélias (1848)
- Le Docteur Servan (1849)
- Antonine (1849)
- Le Roman d’une femme (1849)
- Les Quatre Restaurations(1849-1851)
- Tristan le Roux (1850)
- Trois Hommes forts (1850)
- Histoire de la loterie du lingot d'or (1851)
- Diane de Lys (1851)
- L’Ami des Femmes (1864)

### Kịch bản
- Atala (1848)
- La Dame aux camélias (1852)
- Diane de Lys (1853)
- Le Bijou de la reine (1855)
- Le Demi-monde (1855)
- La Question d'argent (1857)
- Le Fils naturel (1858)
- Un Père prodigue (1859)
- Un Mariage dans un chapeau (1859)
- L'Ami des femmes (1864)
- Le Supplice d'une femme (1865)
- Heloise Paranquet (1866)
- Les Idees de Madame Aubray (1867)
- Le Filleul de Pompignac (1869)
- Une Visite de noces (1871)
- La Princesse Georges (1871)
- La Femme de Claude (1873)
- Monsieur Alphonse (1873)
- L'étrangère (1876)
- Les Danicheff (1876)
- La Comtesse Romani (1876)
- La Princesse de Bagdad (1881)
- Denise (1885)
- Francillon (1887)
- Nouveaux entr’actes (1890)